# Efebo

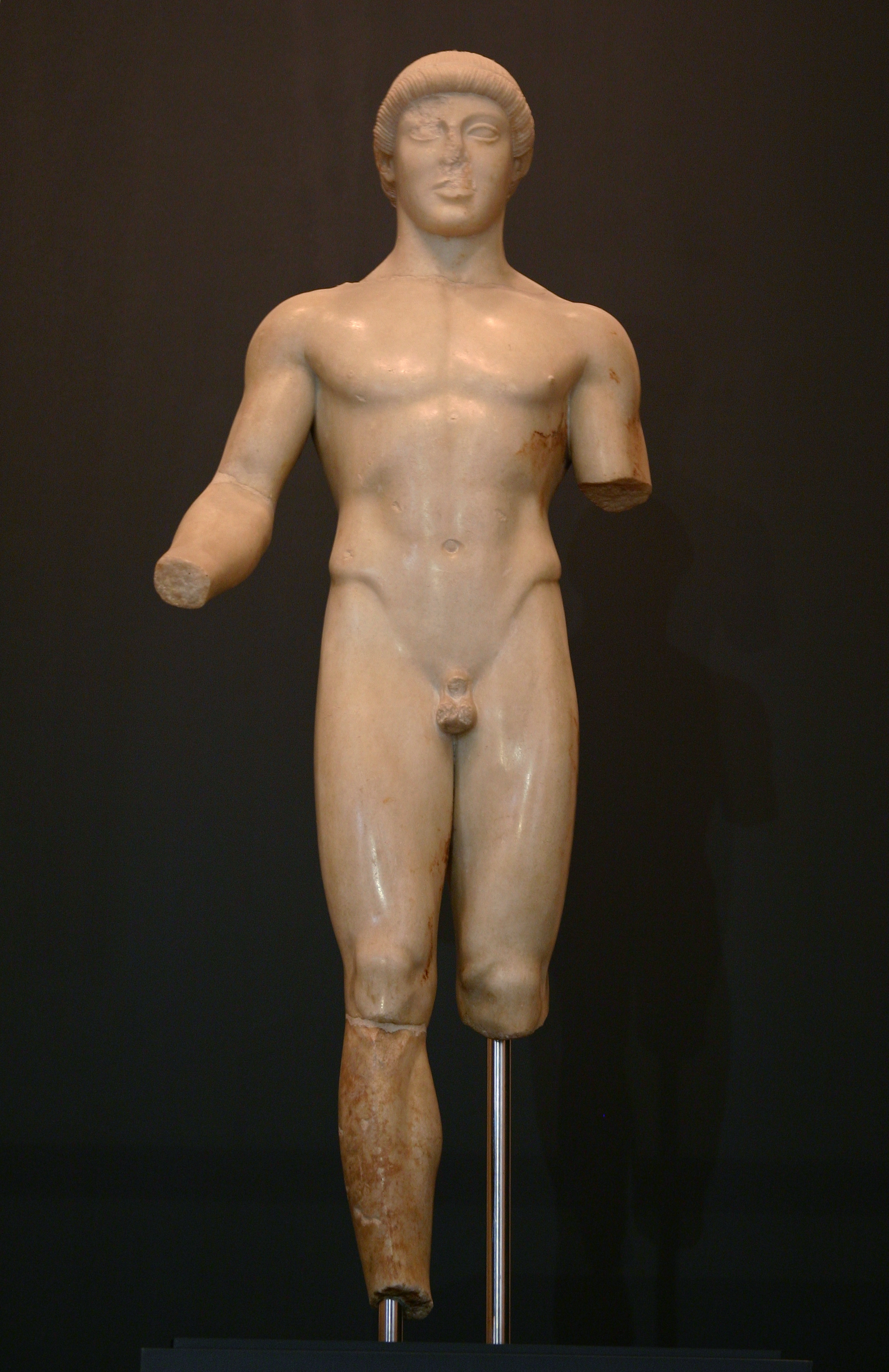
Efebo de Agrigento, uma escultura grega de estilo Severo do século V a.C., no museu de Agrigento, Sicília.

Efebo (em grego: ἔφηβος, ephebos; pl. efebos, em grego: ἔφηβοι) é um termo para um adolescente do sexo masculino na Grécia Antiga. O termo era particularmente usado para denotar alguém que estava fazendo treinamento militar e se preparando para se tornar um adulto. Por volta de 335 a.C., efebos de Atenas (com idades entre 18 e 20 anos) passaram por dois anos de treinamento militar sob supervisão, durante os quais foram isentos de deveres cívicos e privados da maioria dos direitos cívicos. Durante o século III a.C., o serviço efébio deixou de ser obrigatório e seu tempo foi reduzido para um ano. Por volta do século I a.C., a efébia tornou-se uma instituição reservada a indivíduos ricos e, além do treinamento militar, incluía também estudos filosóficos e literários.

## História

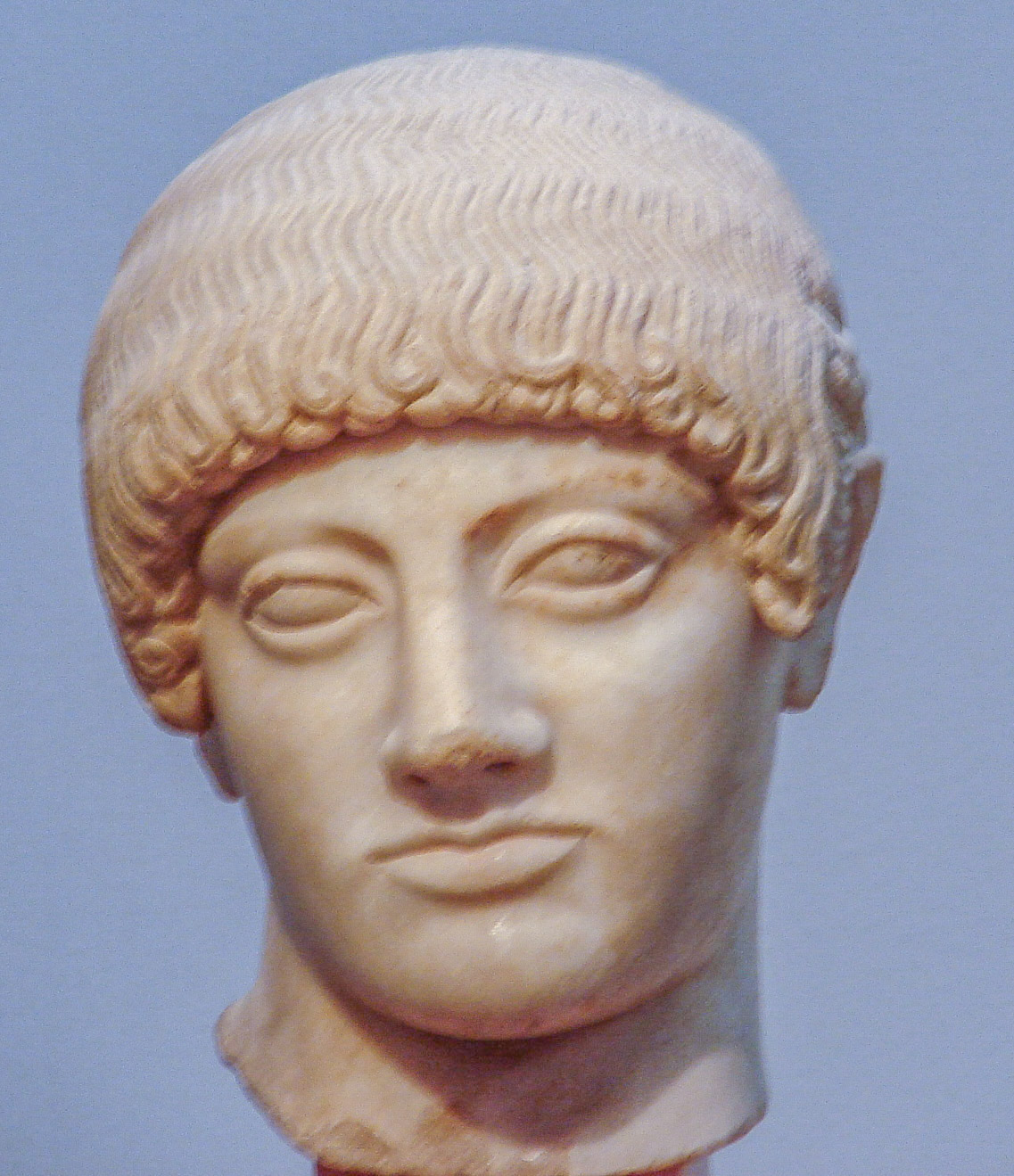
A cabeça loira do Kouros do Museu da Acrópole de Atenas

Embora a palavra ephebos (de epi "em cima" + hebe "juventude", "início da masculinidade") possa se referir simplesmente aos jovens adolescentes em idade de treinamento, seu uso principal é para os membros, exclusivamente dessa faixa etária, de uma instituição oficial (ephebia) que cuidava de transformá-los em cidadãos, mas especialmente de treiná-los como soldados, às vezes já enviados para o campo; as cidades-estados gregas (poleis) dependiam principalmente (como a República Romana) de sua milícia de cidadãos para defesa.
Na época de Aristóteles (384–322 a.C.), Atenas gravava os nomes dos efebos inscritos num pilar de bronze (anteriormente em tábuas de madeira) em frente ao conselho da cidade. Após a admissão na escola, o efebo fazia o juramento de aliança (conforme registrado nas histórias de Pólux e Estobeu, mas não em Aristóteles) no templo de Aglauro e era enviado para Muniquia ou Acte como membro da guarnição. No final do primeiro ano de treinamento, os efebos eram avaliados à ação; se seu desempenho fosse satisfatório, o estado fornecia a cada um uma lança e um escudo, que, juntamente com a clâmide (capa) e o pétaso (chapéu de aba larga), constituíam seu equipamento. No segundo ano, eram transferidos para outras guarnições na Ática, patrulhavam as fronteiras e, ocasionalmente, participavam ativamente da guerra. Durante esses dois anos, eles permaneceram isentos de impostos e, em geral, não eram autorizados a comparecer aos tribunais como demandantes ou réus. Os efebos participaram de alguns dos festivais atenienses mais importantes. Assim, durante os Mistérios de Elêusis, eram enviados para buscar os objetos sagrados de Elêusis e escoltar a imagem de Iaco no caminho sagrado. Também desempenhavam tarefas policiais nas reuniões da eclésia.

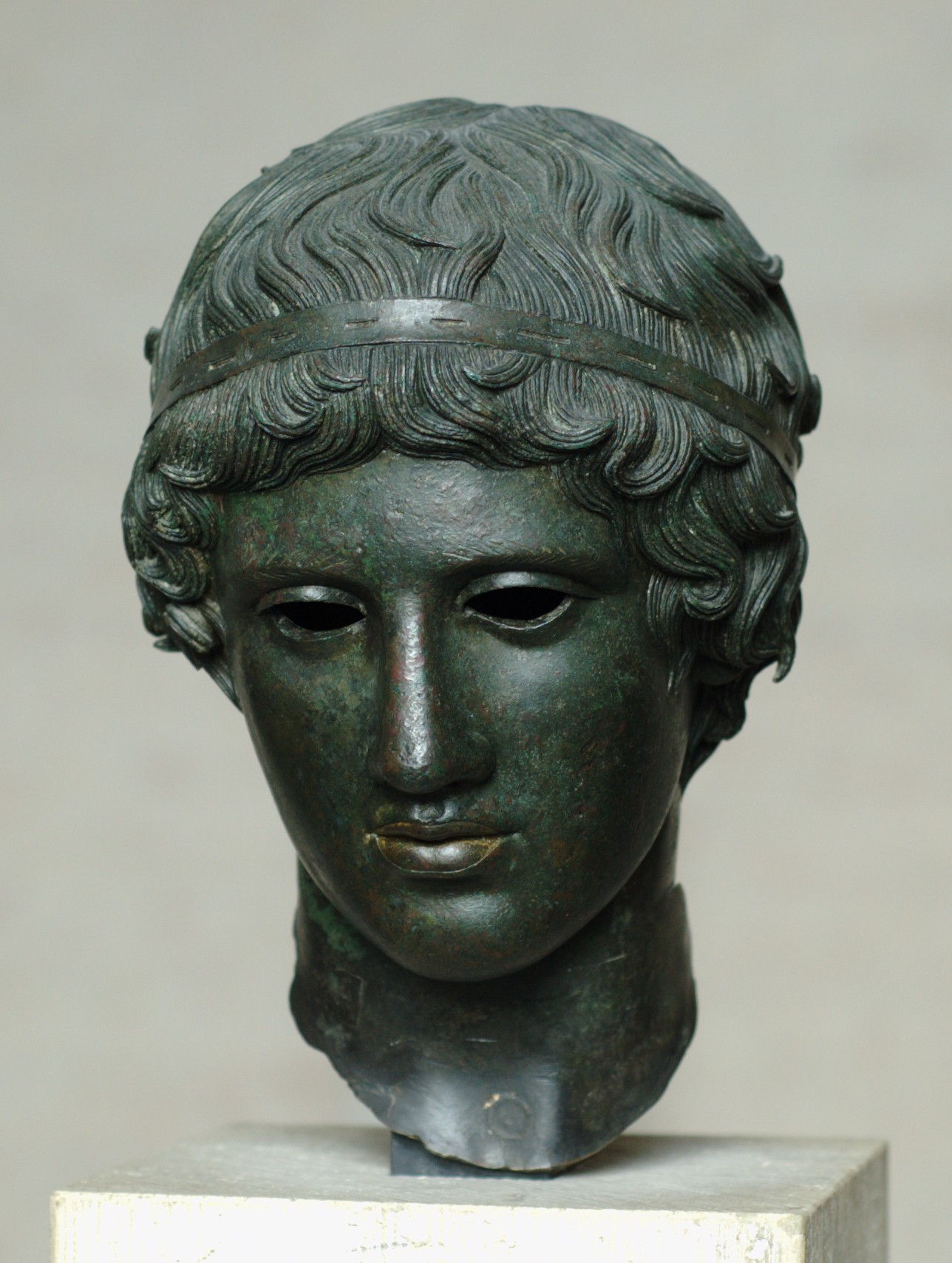
Cabeça de bronze de um efebo usando uma vinculação de vencedores. Cópia romana do século I d.C.

Após o fim do século IV a.C., a instituição passou por uma mudança radical. O ingresso deixou de ser obrigatório, passou a ter apenas um ano de duração e o limite de idade foi dispensado. Inscrições atestam um número continuamente decrescente de efebos, e com a admissão de estrangeiros a escola perdeu seu caráter nacional representativo. Isso se deveu principalmente ao enfraquecimento do espírito militar e ao progresso da cultura intelectual. O elemento militar não era mais tão importante, e a instituição se tornou uma espécie de universidade para jovens abastados de boa família, cuja posição social foi comparada com a dos "cavaleiros" atenienses de tempos anteriores. A instituição durou até o final do século III d.C.
Nos períodos helenístico e romano, estrangeiros, incluindo romanos, começaram a ser admitidos como efebos. Neste período, a escola de efebos era uma cidade em miniatura, que possuía um arconte, estratego, arauto e outros oficiais, seguindo o modelo da cidade de Atenas.

## Escultura
Na escultura grega antiga, um efebo é um tipo de escultura que representa um adolescente (ephebos) nu (exemplos do Período Arcaico desse tipo também são frequentemente conhecidos como kouros, ou kouroi no plural). Este nome tipológico geralmente ocorre na forma "o efebo X", em que X é a coleção à qual o objeto pertence ou pertenceu, ou o local em que foi encontrado (por exemplo, o Efebo de Agrigento).

## Galeria

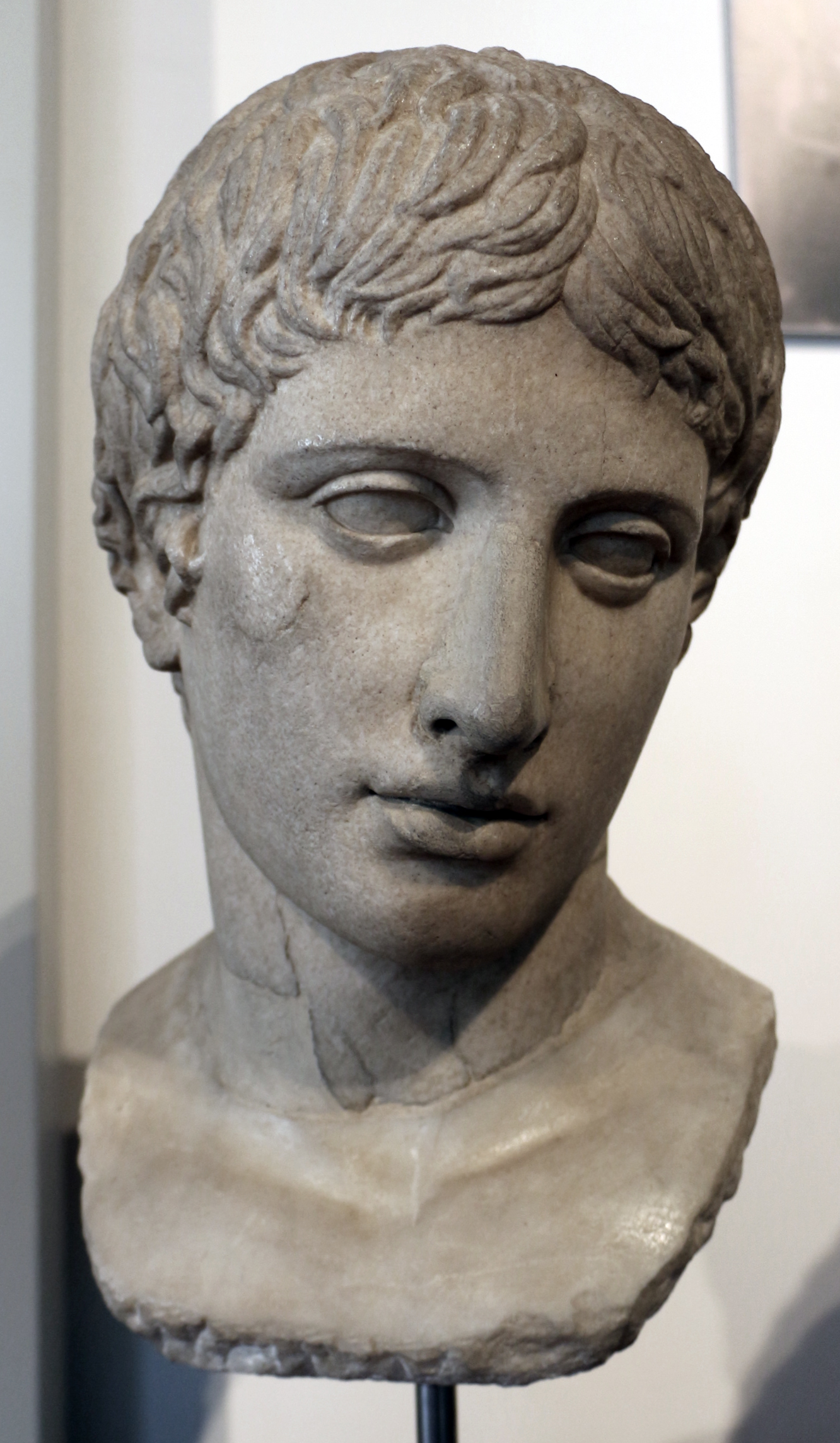
Busto de um efebo, cópia romana, c. 420-400 aC
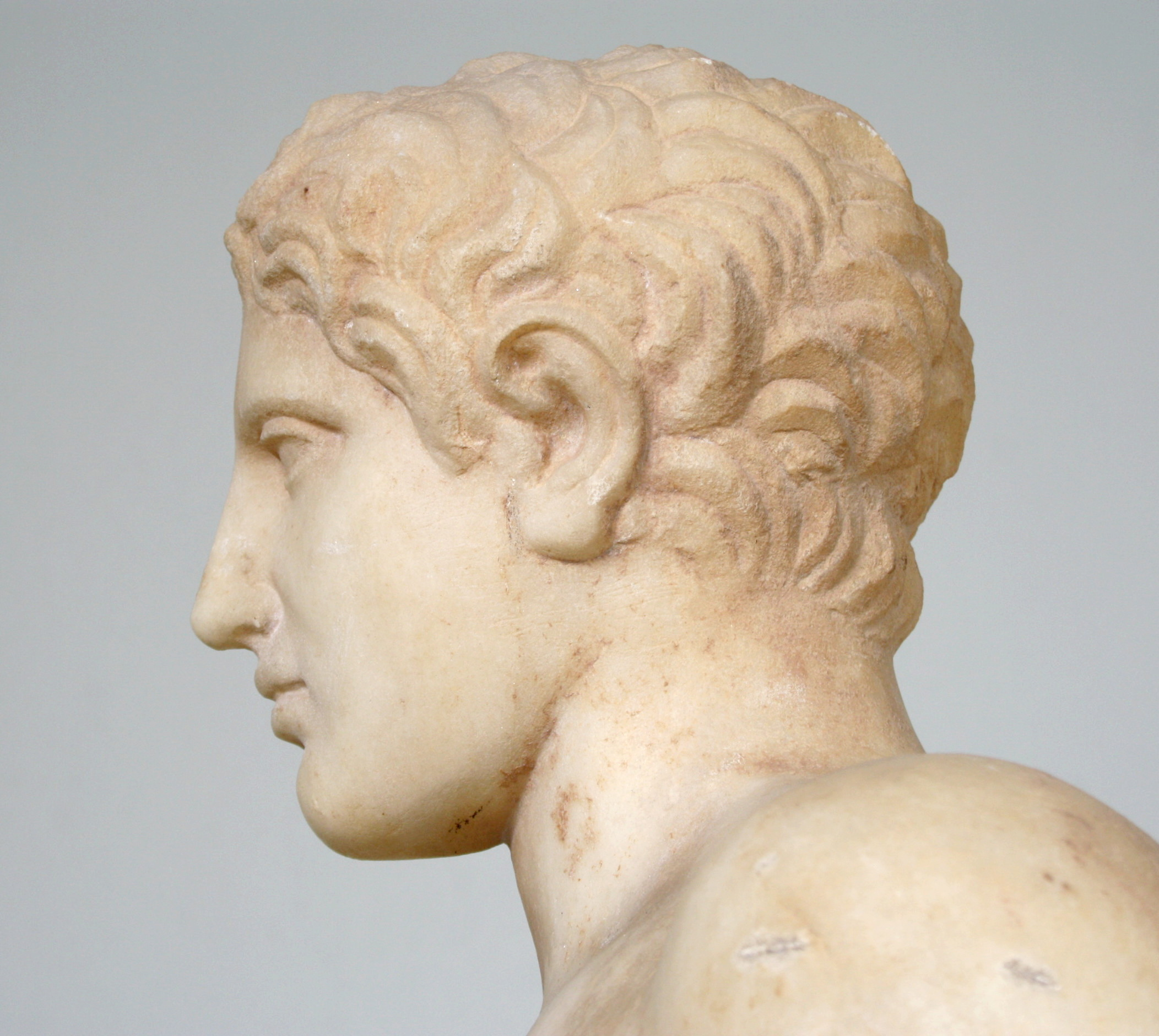
Estátua de mármore de um efebo (detalhe), c. 400 aC
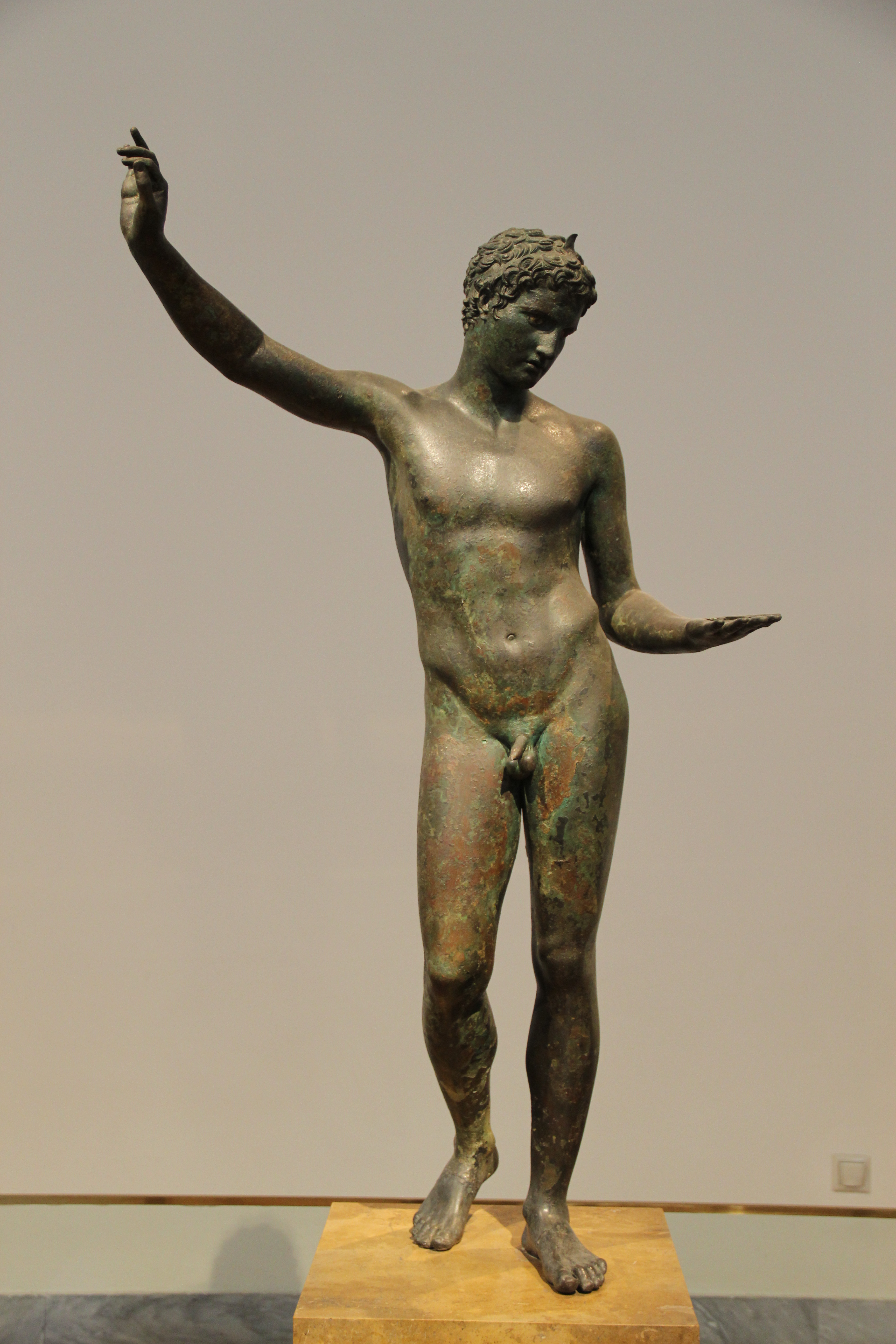
O Menino de Maratona, c. 340-330 aC
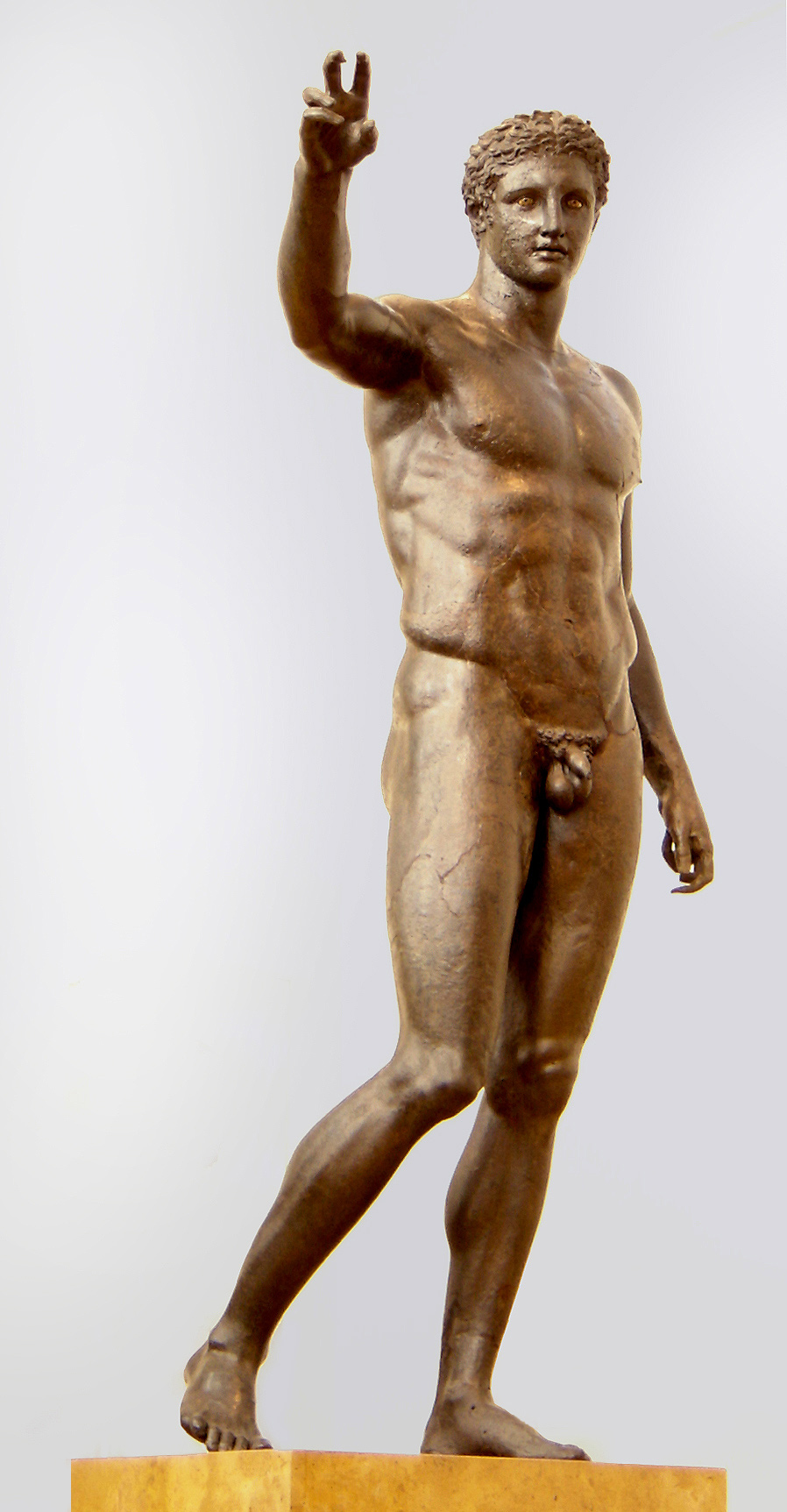
O Efebo de Anticítera, c. 340-330 aC
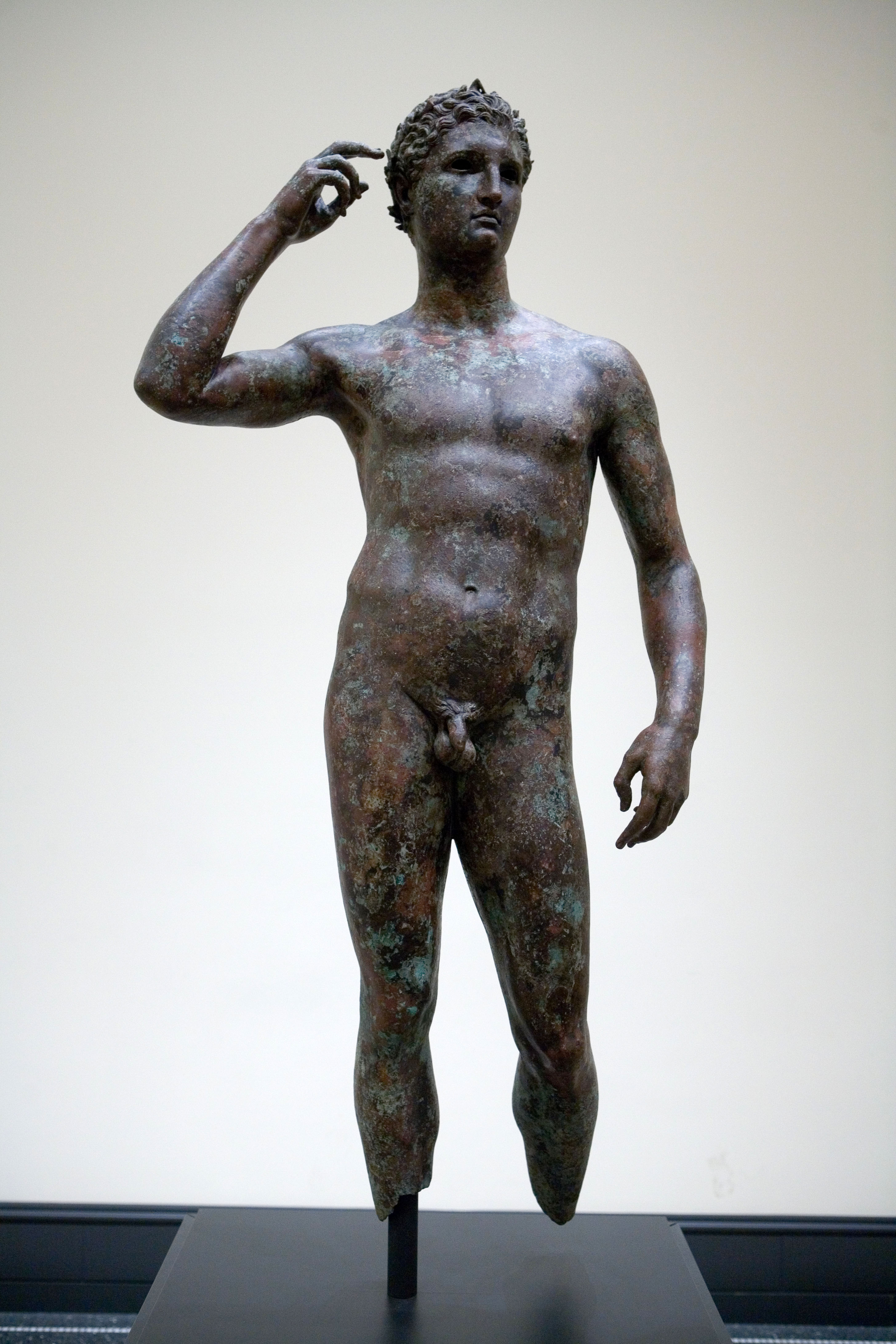
A Juventude Vitoriosa, c. 310 aC